# Philaenus laetus
Philaenus laetus är en insektsart som först beskrevs av Jacobi 1943.  Philaenus laetus ingår i släktet Philaenus och familjen spottstritar. Inga underarter finns listade i Catalogue of Life.